# Jacques Lefèvre (schermidore)
Jacques Édmond Émile Lefèvre (Marsiglia, 1º febbraio 1928 – La Rochelle, 12 gennaio 2024) è stato uno schermidore francese, specializzato nella sciabola. Vinse una medaglia di bronzo nella scherma ai Giochi olimpici.

## Biografia
Partecipò anche ai Giochi del Mediterraneo nel 1951, dove vinse una medaglia d'oro nella gara di sciabola individuale e una medaglia di bronzo nella gara di sciabola a squadre, e nel 1955, dove vinse una medaglia d'oro nella gara di sciabola individuale e una medaglia d'argento nella gara a squadre.